# Andrena troodica
Andrena troodica är en biart som beskrevs av Warncke 1975. Andrena troodica ingår i släktet sandbin, och familjen grävbin. Inga underarter finns listade i Catalogue of Life.